# 1032 w polityce

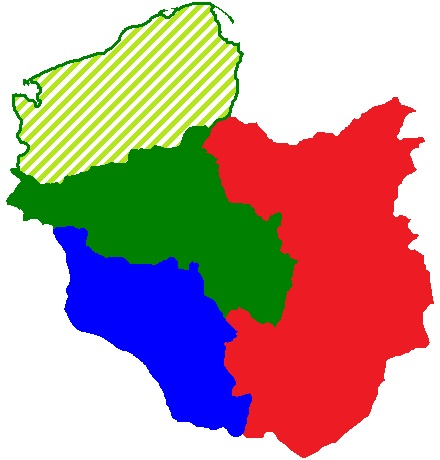
Przypuszczalny podział Polski na trzy dzielnice uzgodniony na zjeździe w Merseburgu (1032-1033):
Dzielnica Dytryka
Dzielnica Ottona
Dzielnica Mieszka II

Wydarzenia polityczne w 1032 roku.
     Dzielnica Dytryka
     Dzielnica Ottona
     Dzielnica Mieszka II

## Wydarzenia
- Teofilatto di Tusculo zostaje papieżem[1].
- Możni mordują Bezpryma, z Czech wraca wykastrowany Mieszko II[2].
- Zjazd w Merseburgu, Mieszko dzieli się władzą z braćmi[2].

## Urodzili się
- Ermengol III, hrabia Urgell[3].

## Zmarli
- 20 października Jan XIX, papież[4].
- Rudolf III, król Burgundii, którą włączono do cesarstwa[5][6].